# Sebastiano Filocamo
Sebastiano Filocamo (Messina, 7 giugno 1958 – Milano, 5 luglio 2025) è stato un attore, regista teatrale e conduttore radiofonico italiano.

## Biografia
Nato in Sicilia, si considerava milanese di adozione. Dopo aver lasciato gli studi universitari in lettere, si formò all'Accademia dei filodrammatici di Milano. Visse diversi anni dividendosi tra Providence e New York facendo il dj per feste private. In Italia fu conduttore radiofonico per Radio Popolare.
Nel 1994 recitò nel film di Giuseppe Tornatore Una pura formalità insieme a Gérard Depardieu e Roman Polański.
Nel 2018 ritornò a teatro nel ruolo di Agamennone in Orestea, spettacolo vincitore del Leone d'Argento al teatro alla Biennale di Venezia.
Dal 2001 partecipò ad iniziative teatrali rivolte a giovani con disabilità o disagio psichico o sociale, attraverso l'associazione La Stravaganza Onlus, per la quale mise in scena diversi spettacoli presso il Teatro Franco Parenti, il Teatro dell'Elfo ed altre istituzioni.
Malato da tempo, è morto nel 2025. 

## Filmografia

### Attore

#### Cinema
- Giulia e Giulia, regia di Peter Del Monte (1987)
- I cammelli, regia di Giuseppe Bertolucci (1988)
- Ladri di saponette, regia di Maurizio Nichetti (1989)
- Caccia alle mosche, regia di Angelo Longoni (1993)
- Un eroe borghese, regia di Michele Placido (1995)
- Una pura formalità, regia di Giuseppe Tornatore (1994)
- Miele dolce amore (Honey sweet love), regia di Enrico Coletti (1994)
- Strane storie - Racconti di fine secolo, regia di Sandro Baldoni (1995)
- Tutti gli uomini del deficiente, regia di Paolo Costella (1999)
- Cuore scatenato, regia di Gianluca Sodaro (2003)
- A casa nostra, regia di Francesca Comencini (2006)
- Caravaggio (film), regia di Angelo Longoni (2007)
- Italian Dream, regia di Sandro Baldoni (2008)
- Tutti i rumori del mare, regia di Federico Brugia (2012)
- Sangue del mio sangue, regia di Marco Bellocchio (2015)
- Il legame, regia di Domenico de Feudis (2020)
- Labbra blu, regia di Andrea Rusich (2020)

#### Cortometraggi
- Il bacio della donna ragno, regia di L. Zei
- Un regalo per Silvia, regia di M. Crippa

- Buio apparente, regia di Silvio Saffaro (1990)
- Tourbillon, regia di Matteo Pellegrini (1997)
- Moving prime, regia di Laurent Benedick (1997)
- Un posto libero, regia di Eros Achiardi (2005)
- Dentro Roma, regia di Francesco Costabile (2006)
- Il muro bianco, regia di Andrea Brusa, Marco Scotuzzi (2020)
- In attesa di visite gradite, regia di Antonio Vincenzo Boscarino (2021)

#### Televisione
- Un anno a primavera, regia di Angelo Longoni - film TV (2005)
- L'una e l'altra - film TV (2012)

## Teatro (parziale)

### Attore
- Nemico di classe, regia di Elio De Capitani (1983)
- Orestea, regia di Simone Derai (2018)

### Regista
- Ostinati e contrari - La profezia delle onde (2010)
- Lottatori - Sguardi sollevano vento (2016)